# Libystica woerdenialis
Libystica woerdenialis är en fjärilsart som beskrevs av Pieter Cornelius Tobias Snellen 1872. Libystica woerdenialis ingår i släktet Libystica och familjen nattflyn. Inga underarter finns listade i Catalogue of Life.